# Инфантес, Петронила
Петронила Инфантес (исп. Petronila Infantes; 29 июня 1911, Ла-Пас — 8 октября 1991, там же) — боливийская анархистка и профсоюзная деятельница, основательница Профессионального союза кухарок (кулинарок). Ведущая активистка женского анархистского движения в Боливии.

## Биография
Инфантес родилась в Ла-Пасе 29 июня 1911 года. В детстве её семья перебралась в Эукалиптус, где она работала со своим рано умершим отцом в американской компании. Она подрабатывала уличной торговкой, а затем поварихой. От первого брака у нее родились сын Хосе Энрике и дочь Алисия. Свадьба была гражданской, а не религиозной церемонией, так как Петронила с подозрением относилась к тому, куда и как распределялось церковное богатство.

## Активизм
Инфантес участвовала во многих протестах, например против введённого в 1935 году по требованию женщин из высших слоёв общества запрета проезда в трамваях для людей с тяжелым багажом или одеждой. Под давлением общественности трамвайным компаниям пришлось отменить запрет, направленный против бедных женщин-чоло из числа коренных народов и метисок, которые носили традиционные юбки из поллеры и шляпы-котелки. Многие из них работали поварами и страдали от дискриминации.
В 1936 году Петронила Инфантес участвовала в создании Профессионального союза кухарок (кулинарок, поварих), состоящего исключительно из женщин и требовавшего установления фиксированного рабочего дня. Собравшийся в Ла-Пасе Рабочий конгресс в своей резолюции потребовал «универсализации домашнего отдыха», 8-часового рабочего дня, распространения на работниц по дому социального законодательства.

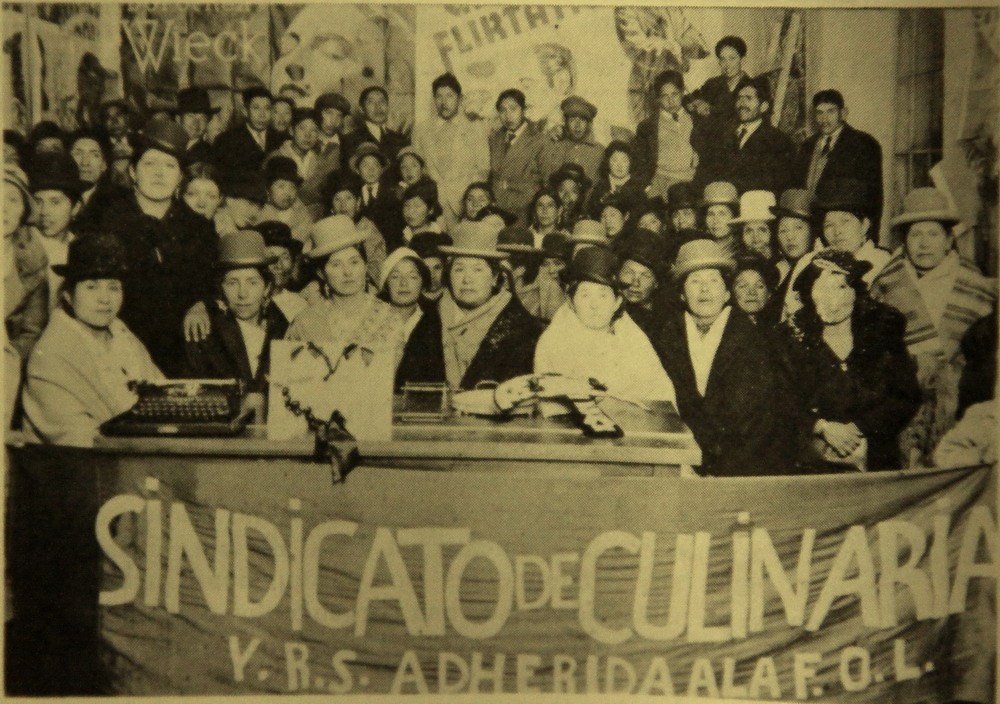
Профсоюз кулинарок

Словами «К моим пролетарским товарищам женщинам» Инфантес начала своё выступление на манифестации, организованной Местной рабочей федерацией Ла-Паса в 1937 году. Она говорила об эксплуатации, которой подвергаются женщины, получающие более низкую зарплату, чем мужчины: «Женщины влачат более тяжкие, черные и позорные цепи… Лекарство от этого — это бунт».
Деятельность профсоюза кулинарок привела к признанию повара профессией, к восьмичасовому рабочему дню и предоставлению бесплатных услуг по уходу за детьми для работающих матерей. Его модель была принята другими женскими профсоюзами, в том числе Союзом цветочниц. В 1940 году, во многом благодаря административным навыкам Инфантес, все двенадцать женских профсоюзов объединились в один — Женскую рабочую федерацию (Федерацию работающих женщин, FOF). На протяжении 1940-х и 1950-х годов Инфантес продолжала координировать работу FOF. На пике своего развития FOF состояла из более чем шестидесяти профсоюзов, а ключевой фигурой в федерации оставалась Инфантес.

## Наследие
Многие профсоюзы, такие как Национальная федерация домашних работниц Боливии, признают Инфантес одной из своих предшественниц.